# Tadeusz Obłój
Tadeusz Jan Obłój [výsl. přibližně tadeuš jan obwuj] (* 29. srpna 1950 Katovice) je bývalý polský hokejový útočník.  Po skončení aktivní kariéry působil jako trenér.

## Hráčská kariéra

### Klubová kariéra
V polské lize hrál za týmy KS Baildon Katowice (do roku 1982) a Polonia Bytom (1982-1988). V polské lize nastoupil za 16 sezón v 565 utkáních a dal 450 gólů. Dále hrál v Německu za ECD Iserlohn.

### Reprezentační kariéra
Polsko reprezentoval na olympijských hrách v roce 1972, 1976 a 1980 a na 7 turnajích mistrovství světa v letech 1970, 1972, 1973, 1974, 1975, 1978 a 1979. Celkem za polskou reprezentaci nastoupil ve 151 utkáních a dal 58 gólů.